# Mezei Mihály
Mezei Mihály, családi néven Kolosi Mezei Miklós (Kolozsvár, 1858 vagy 1859. március – 1910 után) magyar színész, tenorista. 

## Életútja
Tanulmányait Bécsben, Gänsbachernál végezte, mely után fellépett Prágában, Nürnbergben, Karlsbadban, Marienbadban stb. 1885. január 17-én mint vendég fellépett a Várszínházban, a Nőnövelde című operettben; február 13-án pedig a Népszínház vendége volt, a Donna Juanita című operett Gaston Dufaure szerepében. 1889. március 5-én a Magyar Királyi Operaházban is fellépett a Szevillai borbélyban gr. Almaviva szerepében, majd a Faust címszerepében is bemutatkozott. Sokáig működött Kolozsvárott, ahol a Zsidónő Eleázárja, Troubadour, Canio, Próféta, Bibliásember voltak legkedvesebb partijai. 1902. március 16-án Kolozsvárott búcsút vett a színpadtól a Tetemrehívás c. operában és Szegedre szerződött. 1910. január 10-én nyugalomba vonult.